# منتخب البحرين لكرة السلة
منتخب البحرين لكرة السلة هو ممثل البحرين الرسمي في المنافسات الدولية في كرة السلة. ينتمي إلى منطقة الاتحاد الآسيوي لكرة السلة. انضم إلى الاتحاد الدولي لكرة السلة في 1975.

## البطولات التي شارك فيها
- بطولة آسيا لكرة السلة